# Harsomtus
Harsomtus ist der griechische Name einer altägyptischen Gottheit, die im Gegensatz zu Semataui (Mittleres Reich) erst ab dem Neuen Reich als Nebenform des Horus in Erscheinung tritt. 

## Darstellungen
Die Ikonografie ist vielschichtig seit der Spätzeit bezeugt. So wurde er menschengestaltig als thronende Gottheit oder als nacktes Kind im Papyrusdickicht dargestellt. In Tierform ist er als Falke, Löwe, Schlange oder Sphinx zu sehen. 

## Mythologische Verbindungen
Harsomtus trat in der Erscheinungsform des Osiris in dessen Eigenschaft als König auf; daneben als Schu oder Achi-wer. Der König (Pharao) symbolisierte Harsomtus als lebendiges Abbild. Als Lokalgott wurde Harsomtus im sechsten oberägyptischen Gau verehrt.
Als Schutzgott wurde er mit Re gleichgesetzt, der seinen Sohn Osiris beschirmt. Im Mammisi („Haus der Geburt“) von Edfu trat Harsomtus als Atum auf. Der Göttin Hathor opferte er grüne und schwarze Augenschminke.

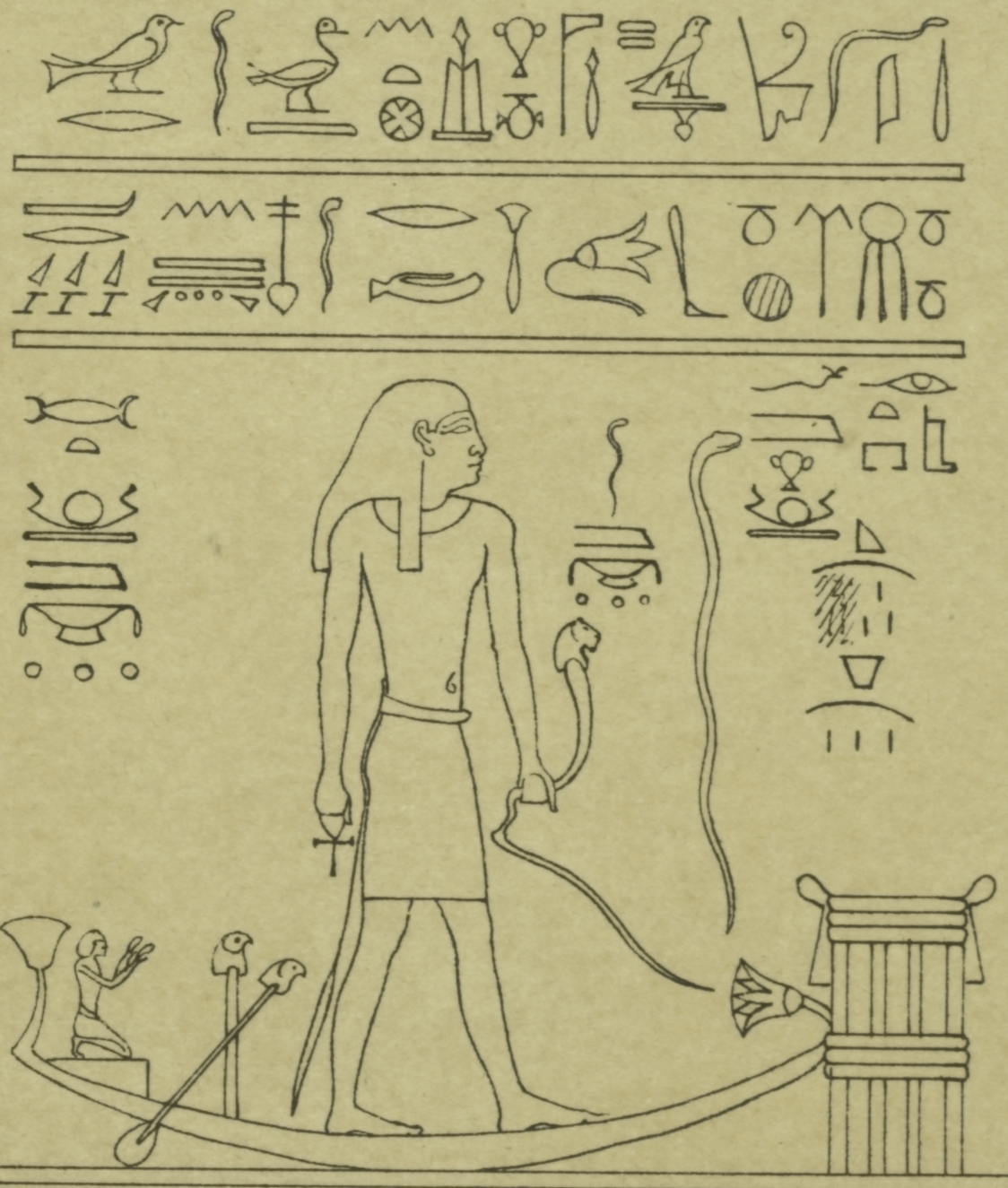
Harsomtus in Schlangenform
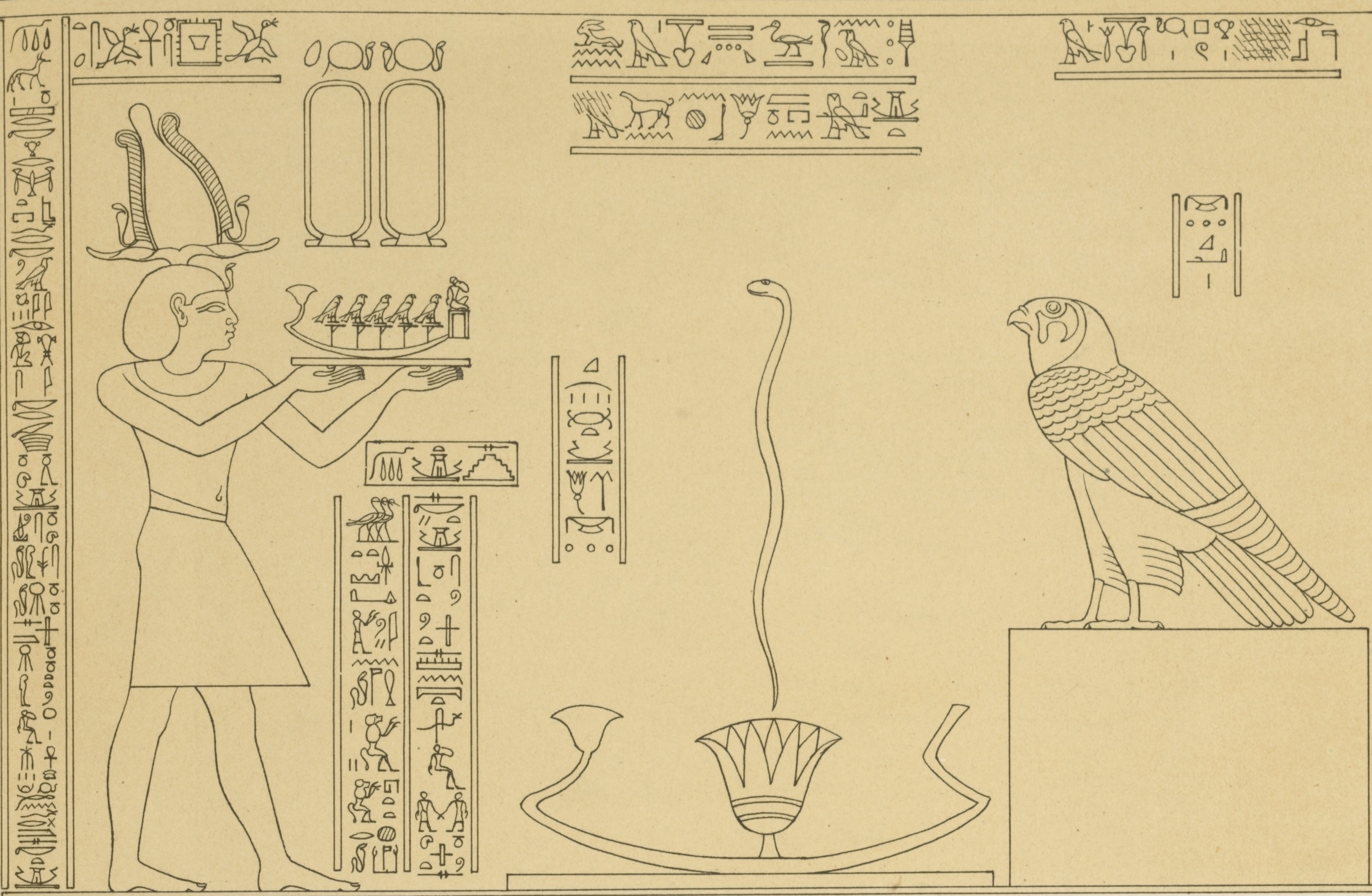
Harsomtus entspringt einer Lotosblüte auf einem Schiff
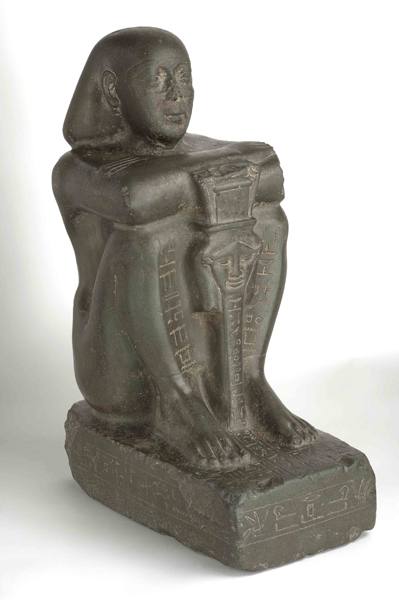
Harsomtus Statue
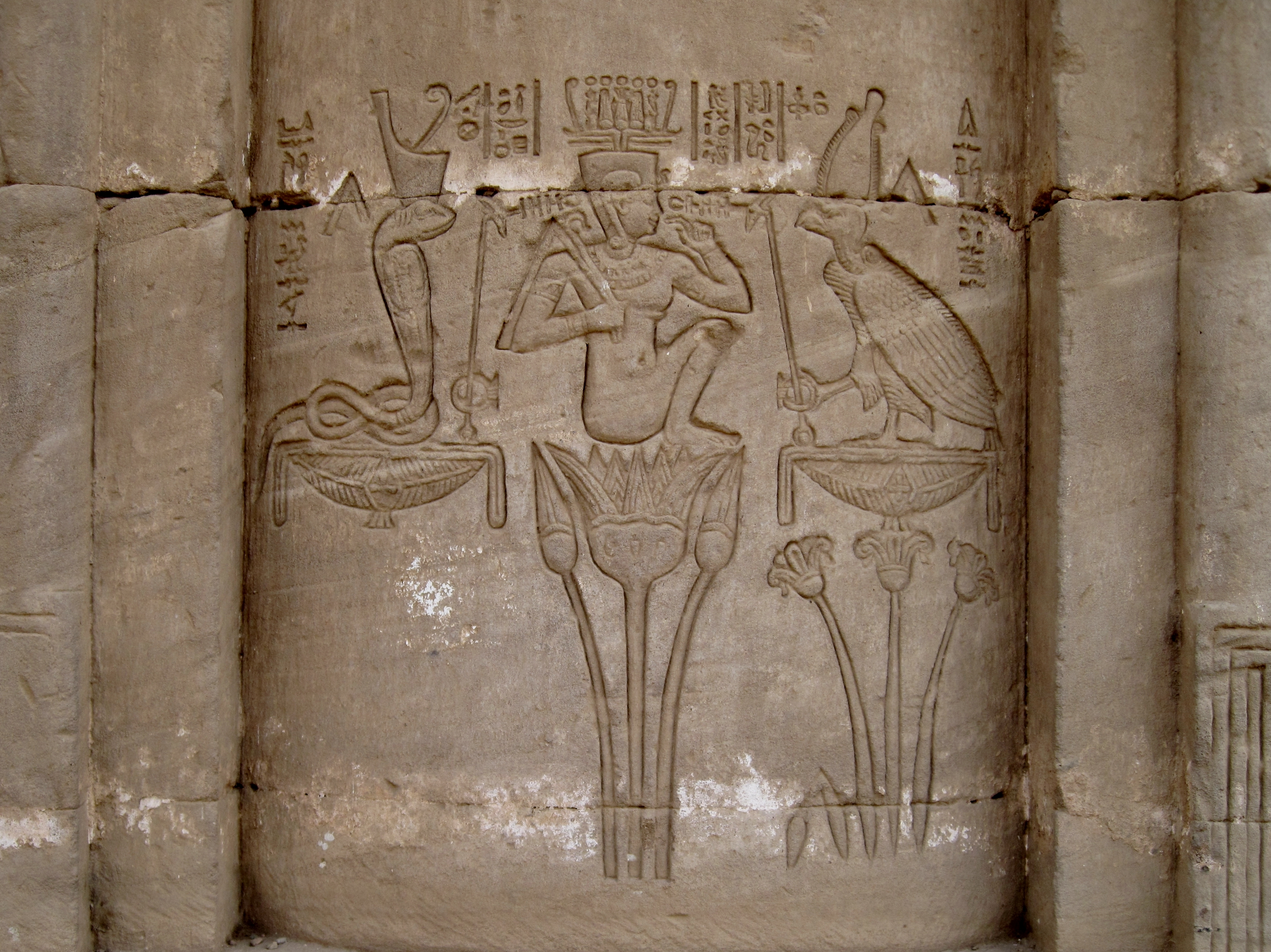
Harsomtus als Kindgott, der einer Lotosblüte entspringt